# 斯坦納蓋特站
斯坦納蓋特站（英語：Stannergate railway station）是一個位於蘇格蘭鄧迪的鐵路站，於1901至1916年提供服務，關站後車站大樓在1930年代被拆除。
| 前一站   | 路線               | 下一站   |
| -------- | ------------------ | -------- |
| 西費里站 | 丹地和阿布羅斯鐵路 | 丹地東站 |